# Скарри, Брайана
Брайана Скарри (англ. Briana Scurry; род. 7 сентября 1971, Миннеаполис, Миннесота) — американская футболистка (вратарь) и футбольный тренер. В составе сборной США двукратная олимпийская чемпионка (1996, 2004) и чемпионка мира (1999), трёхкратный бронзовый призёр чемпионатов мира. Вратарь года Женской объединённой футбольной ассоциации (2003), член Национального зала футбольной славы США (2017).

## Игровая карьера
Родилась в Миннеаполисе в 1971 году, окончила среднюю школу в Аноке (Миннесота), со сборной которой в 1989 году стала чемпионкой штата Миннесота. В 1990—1993 годах играла за сборную Университета Массачусетса в Амхерсте, с 1991 по 1993 год выходя с ней в плей-офф I дивизиона NCAA; в сезоне 1992 года массачусетская команда дошла до четвертьфинала, а в последний год учёбы Скарри — до Финала четырёх. По итогам этого сезона, в котором её сборная также впервые в истории стала чемпионом конференции Atlantic 10, Скарри была признана лучшим вратарём США и включена в символическую сборную NCAA. Всего за время выступлений за сборную Университета Массачусетса она провела 65 матчей (48 побед, 13 ничьих и 3 поражения), в 37 из них не пропустив ни одного мяча. В среднем она пропускала 0,56 гола за игру (процент отражённых ударов 0,906).
С 1994 года — вратарь основного состава сборной США, бронзовый призёр чемпионата мира 1995 года. В 1996 году стала со сборной победительницей олимпийского футбольного турнира, проходившего в Атланте. Через три года на чемпионате мира, также проводившемся в США, всухую отстояла полуфинальный матч против сборной Бразилии, обеспечив американкам выход в финал (игра закончилась со счётом 2:0, причём второй гол сборной США был забит Мишель Экерс в самом конце матча с пенальти). В финале против сборной Китая команда США не смогла поразить ворота соперниц ни в основное время, ни в овертайме, но и Скарри не пропустила ни одного мяча. В послематчевой серии пенальти американский вратарь отразила один удар, и этого оказалось достаточно для итоговой победы её команды. По словам капитана сборной Джули Фауди, товарищи Скарри по сборной точно знали, что в серии пенальти она отобьёт хотя бы один мяч и им достаточно просто забивать свои. Скарри стала первым вратарём в истории женского футбола, завоевавшим золотые медали и на Олимпиад, и на чемпионате мира,
Перед Олимпийскими играми 2000 года Скарри потеряла место в основном составе сборной. Причиной стали травмы, стресс и набранные в межсезонье 11 килограммов веса. Она не выходила на поле на протяжении всего олимпийского турнира, но как член сборной получила по его итогам серебряную медаль. В следующем году Скарри, однако, вместе с другими членами чемпионского состава 1999 года стала одной из основательниц профессиональной Женской объединённой футбольной ассоциации (WUSA), где играла как вратарь основного состава за клуб «Атланта Бит» с 2001 по 2003 год. За три сезона «Атланта» дважды доходила до матча за чемпионское звание. В первом из этих сезонов, в 2001 году, клуб пропустил наименьшее количество голов в лиге — 21, а во втором, в 2003 году, Скарри была признана вратарём года в WUSA. В 2002 году она вернулась в состав сборной и в 2003 году была её основным вратарём на чемпионате мира, завоевав с командой бронзовые медали.
В 2004 году Скарри участвовала в Олимпийских играх в Афинах снова как основной вратарь сборной США. За два месяца до турнира умер её отец Эрнест, в последние годы жизни страдавший от почечной недостаточности, рака предстательной железы и проблем с сердцем. Американки со Скарри в воротах выиграли матчи плей-офф с одинаковым счётом 2:1 у сборных Японии, Германии и Бразилии и вернули себе звание одимпийских чемпионок.
К чемпионату мира 2007 года Скарри в 36 лет снова уступила место первого вратаря сборной США, на сей раз набиравшей уровень Хоуп Соло. Тем не менее она провела два матча на чемпионате, в очередной раз заняв с американской командой третье место. Она завершила выступления за сборную в 2008 году, не попав в состав, отправлявшийся на Олимпиаду в Пекин. Всего за время выступлений за сборную Скарри сыграла 173 матча — 10-й показатель за историю среди всех игроков команды и первый среди вратарей. В 72 из этих игр сборная США не пропустила ни одного гола.
По завершении международной карьеры Скарри присоединилась к клубу только что сформированной лиги WPS «Вашингтон Фридом». Она вышла на поле в стартовом составе в первом матче в истории лиги, который «Вашингтон» проводил против клуба «Лос-Анджелес Сол», но на протяжении двух сезонов играла мало, страдая от постоянных травм. Она завершила карьеру в 2010 году, в возрасте 39 лет, после сотрясения мозга, полученного при ударе коленом в голову в ходе столкновения с футболисткой команды «Филадельфия Индепенденс».

## Дальнейшая жизнь
После травмы, полученной в последнем матче карьеры, Скарри страдала от мигреней, головокружений и пространственной дезориентации. Несмотря на это, ей приходилось ухаживать за матерью, Робби, у которой развивалась болезнь Альцгеймера. Платежи за потерю трудоспособности от страховой компании поступали нерегулярно (часто — только после обращения через адвоката), и нараставшая задолженность за коммунальные услуги заставила двукратную олимпийскую чемпионку заложить обе своих золотых медали. На протяжении четырёх лет Скарри боролась с депрессией и мыслями о самоубийстве, и иногда её удерживала от этого шага лишь необходимость заботиться о матери.

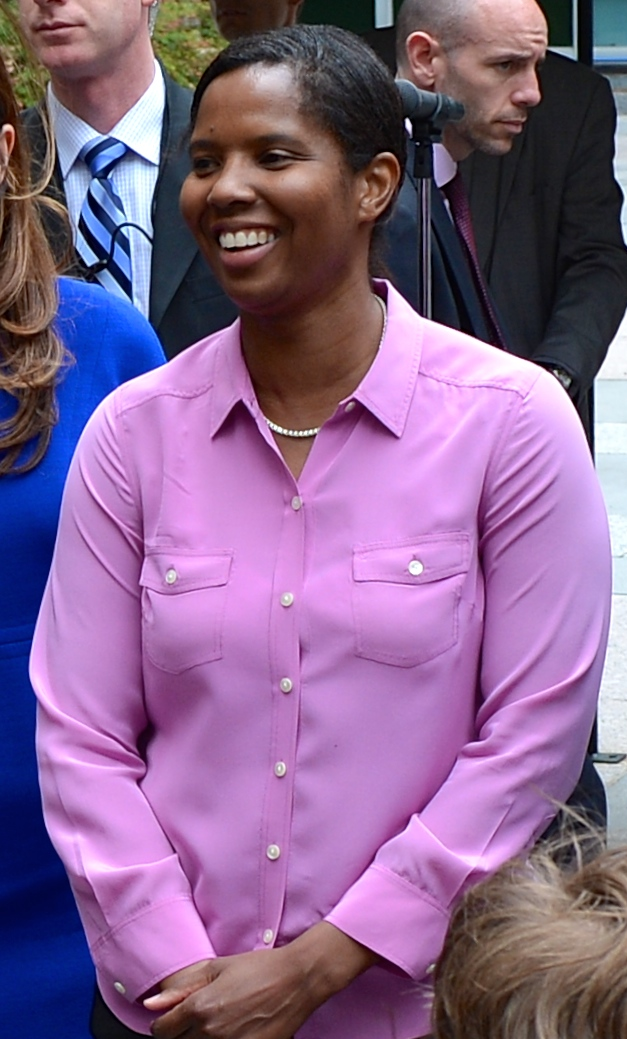
Скарри в 2014 году

В 2012 году по совету своей подруги Наоми Гонсалес Скарри связалась с Криссой Зизос, основательницей и президентом компании по общественным связям Live Wire Media Relations. Зизос сделала трудности Скарри достоянием гласности, и благодаря этому на следующий год страховая компания согласилась оплатить операцию затылочного нерва, необходимость которой до этого подвергала сомнению. Зизос также помогла Скарри выкупить из комиссионного магазина олимпийские медали. При её поддержке бывшая футболистка стала частью кампании по информированию публики о проблемах, связанных с сотрясением мозга, в частности, выступив как свидетель перед Конгрессом США. Скарри, не скрывавшая своей гомосексуальности ещё в расцвете карьеры, также начала принимать активное участие в борьбе за права сексуальных меньшинств. В дальнейшем Скарри и Зизос вступили в однополый брак.
После смерти матери Скарри занялась тренерской работой. Её индивидуальные занятия с молодыми игроками стали основанием для клуба «Вашингтон Спирит», выступающего в Национальной женской футбольной лиге (NWSL), объявить Скарри в 2016 году своим почётным капитаном, а в конце 2017 года она была официально назначена первым помощником главного тренера и техническим консультантом молодёжных академий клуба в Мэриленде и Виргинии. Среди подопечных Скарри была Тринити Родман, в начале 2021 года ставшая самым молодым игроком, когда-либо выбранным в драфте NWSL.

## Признание заслуг
В 2005 году имя Брайаны Скарри было включено в списки Зала спортивной славы Университета Массачусетса в Амхерсте. Когда в 2016 году под эгидой Смитсоновского института открылся Национальный музей афроамериканской истории и культуры, Скарри, единственная чернокожая футболистка в составе титулованной сборной США 1990-х годов, стала одной из фигур, представленных в экспозиции, посвящённой «Разделу IX», вместе с другими символами достижений женщин-афроамериканок. В 2017 году она была избрана в Национальный зал футбольной славы США, став первой женщиной-вратарём и первой чернокожей футболисткой среди его членов.